# سنجرده
سنجرده (به لاتین: Səncərədi) یک منطقهٔ مسکونی در جمهوری آذربایجان است که در شهرستان آستارا واقع شده‌است.

## جمعیت
سنجرده ۱٬۸۴۹ نفر جمعیت دارد.

## جغرافیا
این روستا در نزدیکی روستای شوواش و شهر آستارا و مرز ایران قرار دارد.

## ریشه واژه
سنجر نام شخصی بود که در این ناحیه می زیسته و سنجرده به معنای ده (روستای) سنجر است.